# Rosmonda d'Inghilterra (Coccia)
Personnages
- Rosmonda, maîtresse d'Henri II et la fille de Clifford (soprano)
- Enrico II, roi d'Angleterre (ténor)
- Leonora di Guienna, épouse d'Henri II (contralto)
- Clifford, ancien gouverneur du roi (basse)
- Arturo, jeune page d'Henri II (contralto)
- Norcesto, officier d'Aliénor (basse)
- Suffolk, chef des gardese (ténor)
- Chœur et figurants : officiers, conseillers, courtisans, pages, chasseurs, soldats, terrasseurs de Woodstock des deux sexes

Rosmonda d'Inghilterra est un opéra de Carlo Coccia, sur un livret de Felice Romani, créé en 1829 à La Fenice, à Venise.

## Argument
L'action se déroule en Angleterre, au château de Woodstock et à la tour de Rosmonda, au XIIe siècle.
L'intrigue est basée sur la figure de Rosemonde Clifford, amante d'Henri II d'Angleterre. Le roi Henri II, n'aimant pas sa fière et impérieuse épouse Aliénor d'Aquitaine, séduit une jeune femme, Rosemonde, fille d'un de ses gouverneurs, Clifford, et l'emmène au château de Woodstock, la gardant cachée dans une tour, donc appelée celle de Rosemonde, en espérant l'épouser. Mais Aliénor découvre Rosemonde et l'assassine.

### Acte I
Aliénor, qui soupçonne depuis longtemps que son mari la trompe, arrive par hasard au château de Woodstock en raison du mauvais temps qui a frappé une partie de chasse. En apprenant qu'Henri, de retour d'Irlande, s'y est rendu avant Londres, elle comprend qu'il va retrouver sa maîtresse. Aliénor parvient à convaincre le page Arthur, qui lui est très fidèle mais sait aussi qu'Henri a une maîtresse, ainsi que les pièces où se cache Rosemonde. Aliénor découvre alors qu'Arthur lui-même est amoureux de Rosemonde.
Clifford, le père de Rosemonde, arrive également au château. Henri, pour profiter de sa fille, l'avait envoyé en mission en France, et Clifford ne sait toujours rien. Henri essaie de le préparer à la nouvelle, mais Clifford est indigné que le roi ait trahi son épouse légitime pour séduire une jeune femme.
Dans les chambres où elle est enfermée, Rosemonde, qui ne sait pas que son amant est le roi, reçoit la visite de son père, qui devient encore plus furieux à sa vue. Les promesses d'Henri, qui jure de l'épouser et de répudier Aliénor, ne parviennent pas à le calmer, ni à apaiser l'indignation de Rosemonde, qui, en apprenant qui est Henri, se sent trompée.
Enfin Aliénor arrive, dirigée par Arthur. Le page et Clifford espèrent que son intervention les aidera à éloigner Aliénor, terrifiée par le roi. L'acte se termine par une dure dispute entre Henri et sa femme.

### Acte II
Henri fait emprisonner Clifford et décide de répudier Aliénor et de la renvoyer en Aquitaine, sa région d'origine, mais Aliénor lui rappelle que c'est grâce aux richesses et au soutien qu'elle lui a apporté que lui, le duc de Normandie, est devenu roi. Aliénor essaie de convaincre Henri qu'elle l'aime toujours, mais le roi est certain qu'elle ne recherche que le pouvoir. Les deux se séparent, se menaçant.
Arthur pense à son amour désespéré pour Rosemonde, en attendant la reine à qui il a promis de lui faire rencontrer à nouveau la maîtresse du roi. Aliénor menace de mort la jeune femme, puis lui dit que la seule issue est de s'enfuir avec Arthur. Rosemonde ne veut pas, mais finit par céder. Henri tente alors de convaincre Rosemonde qu'il l'aime même s'il l'a trompée, et lui propose de monter sur le trône, mais Rosemonde ne cède pas à ses supplications.
Dans les jardins de Woodstock, la nuit, Rosemonde attend Arthur pour l'évasion prévue. Arthur arrive en compagnie de Clifford, qui dit avoir été gracié par la reine. Les trois se préparent à fuir, mais Aliénor elle-même fait irruption, suivie de ses gardes. Aliénor, qui avait feint de faciliter le départ de Clifford, Arthur et Rosemonde, peut ainsi se venger, et elle poignarde elle-même sa rivale sous les yeux du jeune page et de son père.

## Structure musicale
- Symphonie

### Acte I
- Scène 1 : Introduction et Cavatine d'Aliénor D'atre nuvole il cielo è coperto : Cessa il nembo, il vento tace (Chœur, Norcesto, Aliénor)
- Scène 2 : Duo entre Leonora et Arthur Innocente! E tu difendi
- Scène 3 : Chœur et Cavatine d'Henri Amor che tutti accende : Dopo i lauri di vittoria (Chœur, Henri)
- Scène 4 : Duo entre Henri et Clifford Tu non conosci il merto
- Scène 5 : Chanson Tu non conosci il merto (Rosemonde, Arthur)
- Scène 6 : Finale Era, ahi lasso! ell'era in pria (Clifford, Rosemonde, Arthur, Henri, Aliénor, Suffolk, Norcesto, chœur)

### Acte II
- Scène 7 : Chœur et Duo entre Aliénor et Henri Udimmo o re. Qual suddito - Mi splendeva un serto in fronte (Chœur, Aliénor, Henri)
- Scène 8 : L'Aria d'Arthur Io non ti posso offrire
- Scène 9 : Trio entre Aliénor, Arthur et Rosemonde Cedi: a placarmi e vivere
- Scène 10 : Duo entre Rosemonde et Henri M'apri del padre il carcere
- Scène 11 : Chœur, Aria et Finale de Rosemonde Ecco gli antichi Platani - Coll'onda, col vento - Qual fragor? (Chœur, Rosemonde, Clifford, Arthur, Aliénor, Henri)

## Réception
Les artistes impliqués dans la première représentation sont :
| Rôle                           | Registre vocal | Interprète                         |
| ------------------------------ | -------------- | ---------------------------------- |
| Enrico II                      | ténor          | Giovanni Battista Verger           |
| Leonora                        | contralto      | Clorinda Corradi Pantanelli        |
| Rosmonda                       | soprano        | Giuditta Grisi                     |
| Clifford                       | basse          | Carlo Porto-Ottolini               |
| Arturo                         | contralto      | Marietta Brambilla                 |
| Norcesto                       | basse          | Rainieri Pocchini Cavalieri        |
| Direction d'orchestre          | -              | Pietro Tonassi                     |
| Maître du clavecin et du chœur | -              | Luigi Carcano                      |
| Scénographie                   | -              | Francesco Bagnara, Tranquillo Orsi |

Le même livret, avec quelques modifications, fut mis en musique en 1834 par Gaetano Donizetti pour un opéra du même titre.